# Jonathan Jeanne
Jonathan Josué Jeanne (* 3. Juli 1997 in Les Abymes) ist ein französischer Basketballspieler.

## Laufbahn
Der aus dem französischen Überseegebiet Guadeloupe stammende Jeanne wurde bis 2015 im Leistungszentrum INSEP ausgebildet. 2013 nahm er mit Frankreichs U16-Nationalmannschaft an der Europameisterschaft dieser Altersklasse teil, 2014 gehörte er zum Aufgebot des Landes für die U17-Weltmeisterschaft. Im Sommer 2015 war Jeanne mit 8,6 Punkten sowie 6,7 Rebounds je Begegnung Leistungsträger der französischen Auswahl bei der U18-Europameisterschaft.
Der Innenspieler, der aufgrund seiner Körpergröße und seiner Begabung mit seinen Landsmännern Alexis Ajinça und Rudy Gobert verglichen wurde, wechselte zum Spieljahr 2015/16 zum Erstligisten Le Mans Sarthe Basket. Jeanne wurde damals zugesprochen, die Anlagen zu besitzen, um es wie Ajinça und Gobert in die stärkste Basketballliga der Welt, die nordamerikanische NBA, zu schaffen. Da er in Le Mans’ Profimannschaft nur selten zum Zuge kam, wurde er im Laufe der Saison 2016/17 vorerst an den Ligakonkurrenten SLUC Nancy Basket abgegeben. Dort vervielfachte sich Jeannes Einsatzzeit.
2017 wurde festgestellt, dass Jeanne am Marfan-Syndrom leidet. Ihm wurde mitgeteilt, dass er seine Laufbahn als Profisportler deshalb beenden müsse. Später erhielt er von ärztlicher Seite grünes Licht für die Wiederaufnahme des Leistungssports, Jeanne wurde im Vorfeld der Saison 2018/19 vom spanischen Zweitligisten Iberostar Palma verpflichtet. Nach 517-tägiger Spielpause bestritt der Franzose im Oktober 2018 wieder ein Basketballspiel. Ende Dezember 2018 trennte er sich von dem mallorquinischen Verein, er hatte durchschnittlich 4,3 Punkte und 2,0 Rebounds je Begegnung für Iberostar erzielt. In der zweiten Hälfte des Spieljahres 2018/19 stand er ebenfalls in Spaniens zweiter Liga bei C.B. Prat unter Vertrag und kam in 18 Einsätzen auf Mittelwerte von 6,3 Punkten sowie 3,9 Rebounds und 1,2 Blocks pro Partie.
In der Saison 2019/20 spielte Jeanne beim dänischen Erstligisten Randers Cimbria. Mit 17,5 Punkten pro Spiel war er fünftbester Korbschütze der Liga. Jeanne sicherte sich je Begegnung im Mittel neun Rebounds, was ligaweit den zweitbesten Wert bedeutete, Gleiches galt für seine statistisch 2,8 geblockten gegnerischen Würfe pro Begegnung. Bei der Wahl zum besten Spieler der Saison 2019/20 in der dänischen Liga landete Jeanne auf dem zweiten Rang. Im Vorfeld der Saison 2020/21 erhielt er in Randers eine Vertragsverlängerung. Der Franzose führte Randers in der Saison 2020/21 in mehreren statistischen Wertungen an, darunter Punkte (17,3), Rebounds (8,8) und geblockte Würfe (2,1) je Begegnung. Im zweiten Spiel der Halbfinalserie gegen Horsens IC Ende April 2021 gelang Jeanne eine außergewöhnliche Leistung, als er 14 seiner 19 Zweipunkt- und sämtliche drei Dreipunktwürfe traf, insgesamt 41 Punkte, zwölf Rebounds, sechs Korbvorlagen und zwei Ballgewinne erzielte. Im Sommer 2021 nahm ihn Al-Wasl aus Saudi-Arabien unter Vertrag, es kam im September desselben Jahres wieder zur Trennung. Ende Oktober 2021 wechselte Jeanne zum französischen Drittligisten Tarbes/Lourdes und erreichte in seinen Einsätzen für die Mannschaft während der Saison 2021/22 im Schnitt 9,7 Punkte und 4 Rebounds.
In der Sommerpause 2022 schloss sich Jeanne dem ebenfalls in der dritthöchsten französischen Liga Nationale 1 masculine (NM1) spielenden Verein Poitiers Basket 86 an. Er stieg 2023 mit Poitiers in die zweite Liga auf. Im November 2024 wurde Jeanne erstmals als Trainingsspieler zu einem Lehrgang der französischen Nationalmannschaft eingeladen. Im März 2024 gab Le Mans Sarthe Basket Jeannes Rückkehr mit dem Beginn der Saison 2025/26 bekannt.